# Nijel Amos
Nijel Carlos Amilfitano Amos (Marobela, 15 de março de 1994) é um atleta de Botsuana, o primeiro medalhista olímpico de Botsuana.

## Carreira
Nijel Amos especialista nos 800m, competiu nos Jogos de 2012, conquistou a medalha de prata, em 2012, nos 800m rasos.

## Ver Tambem
- Botsuana nos Jogos Olímpicos de Verão de 2012